# Xã Greene, Quận Mercer, Pennsylvania
Xã Greene (tiếng Anh: Greene Township) là một xã thuộc quận Mercer, tiểu bang Pennsylvania, Hoa Kỳ. Năm 2010, dân số của xã này là 1.091 người.